# سیروش
سیروش (Cireşu) یک کمونه (بخش) است که در شهرستان بریلا در منطقهٔ مونتنیا، رومانی واقع شده‌است. این کمونه از پنج روستا تشکیل شده‌است: باتوگو، سیروش، ایونشتی، اسکارلَتشتی و وولتورنی.

## باتوگو
باتوگو، که اکنون یکی از روستاهای سیروش است، تا سال ۱۹۶۸ یک کمونهٔ جداگانه بود. عمارت باتوگو که در دههٔ ۱۸۵۰ ساخته شد، تا سال ۱۹۴۷ مقر خانوادهٔ فیلوئتی بود. ماریا فیلوئتی، در اینجا در سال ۱۸۸۳ به دنیا آمد.